# Illuminate
Illuminate – drugi studyjny album kanadyjskiego piosenkarza Shawna Mendesa. Wydawnictwo ukazało się 23 września 2016 roku nakładem wytwórni muzycznej Island oraz Universal.
Promocję albumu rozpoczęto w czerwcu 2016 roku, wraz z premierą pierwszego promującego singla – „Treat You Better”, kompozycja w Polsce zajęła m.in. 1. miejsce w notowaniu AirPlay – Top. Kolejnym singlem został utwór „Mercy”. Krążek zadebiutował na szczycie notowania Billboard 200, rozchodząc się w pierwszym tygodniu w ilości 145 000 egzemplarzy.
W Polsce album uzyskał certyfikat trzykrotnie platynowej płyty.

## Lista utworów
| Illuminate – Edycja standardowa | Illuminate – Edycja standardowa | Illuminate – Edycja standardowa                                           | Illuminate – Edycja standardowa             | Illuminate – Edycja standardowa |
| Nr                              | Tytuł utworu                    | Autorzy                                                                   | Produkcja                                   | Długość                         |
| ------------------------------- | ------------------------------- | ------------------------------------------------------------------------- | ------------------------------------------- | ------------------------------- |
| 1.                              | „Ruin”                          | Shawn Mendes, Ido Zmishlany, Scott Harris, Geoff Warburton, Zubin Thakkar | Jake Gosling                                | 4:01                            |
| 2.                              | „Mercy”                         | Mendes, Teddy Geiger, Robin Weisse, Danny Parker, Ilsey Juber             | Gosling, Geiger                             | 3:28                            |
| 3.                              | „Treat You Better”              | Mendes, Geiger, Harris                                                    | Geiger, Dan Romer, DJ "Daylight" Kyriakides | 3:07                            |
| 4.                              | „Three Empty Words”             | Mendes, Harris, Warburton                                                 | Gosling                                     | 3:19                            |
| 5.                              | „Don’t Be a Fool”               | Mendes, Harris, Warburton                                                 | Gosling                                     | 3:35                            |
| 6.                              | „Like This”                     | Mendes, Laleh Pourkarim, Gustaf Thörn                                     | Pourkarim                                   | 3:06                            |
| 7.                              | „No Promises”                   | Mendes, Harris, Geiger                                                    | Geiger                                      | 2:46                            |
| 8.                              | „Lights On”                     | Mendes, Harris, Warburton                                                 | Gosling                                     | 3:21                            |
| 9.                              | „Honest”                        | Mendes, Harris, Warburton                                                 | Gosling, Harris                             | 3:19                            |
| 10.                             | „Patience”                      | Mendes, Harris, Geiger                                                    | Gosling                                     | 2:55                            |
| 11.                             | „Bad Reputation”                | Mendes, Harris, Warburton                                                 | Gosling                                     | 3:18                            |
| 12.                             | „Understand”                    | Mendes, Harris, Geiger, Warburton                                         | Gosling                                     | 5:00                            |
|                                 |                                 |                                                                           |                                             | 41:15                           |